# Lista över fornlämningar i Forshaga kommun
Lista över fornlämningar i Forshaga kommun är en förteckning av ett urval av de fornlämningar som finns i Forshaga kommun.

## Forshaga
| Namn                       | Lämningstyp  | Tillkomsttid | Historisk indelning | Plats | Läge                 | ID-nr          | Bild                                 |
| -------------------------- | ------------ | ------------ | ------------------- | ----- | -------------------- | -------------- | ------------------------------------ |
| Ättehögarna (Forshaga 1:1) | Röse         |              | Forshaga, Värmland  |       | 59.536632, 13.437638 | 10213400010001 | Ladda upp en bild av detta fornminne |
| Ättehögarna (Forshaga 1:2) | Röse         |              | Forshaga, Värmland  |       | 59.536752, 13.437323 | 10213400010002 | Ladda upp en bild av detta fornminne |
| Forshaga 2:1               | Gravfält     |              | Forshaga, Värmland  |       | 59.523159, 13.447742 | 10213400020001 | Ladda upp en bild av detta fornminne |
| Forshaga 3:1               | Hög          |              | Forshaga, Värmland  |       | 59.524309, 13.445216 | 10213400030001 | Ladda upp en bild av detta fornminne |
| Forshaga 7:1               | Stensättning |              | Forshaga, Värmland  |       | 59.525776, 13.441144 | 10213400070001 | Ladda upp en bild av detta fornminne |
| Forshaga 29:1              | Hög          |              | Forshaga, Värmland  |       | 59.525586, 13.454285 | 10213400290001 | Ladda upp en bild av detta fornminne |
| Forshaga 29:2              | Hög          |              | Forshaga, Värmland  |       | 59.525468, 13.454243 | 10213400290002 | Ladda upp en bild av detta fornminne |
| Forshaga 29:3              | Hög          |              | Forshaga, Värmland  |       | 59.525497, 13.454453 | 10213400290003 | Ladda upp en bild av detta fornminne |
| Forshaga 29:4              | Hög          |              | Forshaga, Värmland  |       | 59.525537, 13.454663 | 10213400290004 | Ladda upp en bild av detta fornminne |
| Forshaga 39:1              | Stensättning |              | Forshaga, Värmland  |       | 59.493843, 13.470116 | 10213400390001 | Ladda upp en bild av detta fornminne |

## Nedre Ullerud
| Namn                | Lämningstyp      | Tillkomsttid | Historisk indelning     | Plats | Läge                 | ID-nr          | Bild                                 |
| ------------------- | ---------------- | ------------ | ----------------------- | ----- | -------------------- | -------------- | ------------------------------------ |
| Nedre Ullerud 4:1   | Fornborg         |              | Nedre Ullerud, Värmland |       | 59.563165, 13.433998 | 10216600040001 | Ladda upp en bild av detta fornminne |
| Nedre Ullerud 6:1   | Gravfält         |              | Nedre Ullerud, Värmland |       | 59.579065, 13.473407 | 10216600060001 | Ladda upp en bild av detta fornminne |
| Nedre Ullerud 7:1   | Stensättning     |              | Nedre Ullerud, Värmland |       | 59.565912, 13.460379 | 10216600070001 | Ladda upp en bild av detta fornminne |
| Nedre Ullerud 8:1   | Hög              |              | Nedre Ullerud, Värmland |       | 59.576172, 13.503931 | 10216600080001 | Ladda upp en bild av detta fornminne |
| Nedre Ullerud 8:2   | Hög              |              | Nedre Ullerud, Värmland |       | 59.576083, 13.503940 | 10216600080002 | Ladda upp en bild av detta fornminne |
| Nedre Ullerud 9:1   | Stensättning     |              | Nedre Ullerud, Värmland |       | 59.564274, 13.497531 | 10216600090001 | Ladda upp en bild av detta fornminne |
| Nedre Ullerud 10:1  | Stensättning     |              | Nedre Ullerud, Värmland |       | 59.567009, 13.493238 | 10216600100001 | Ladda upp en bild av detta fornminne |
| Nedre Ullerud 11:1  | Röse             |              | Nedre Ullerud, Värmland |       | 59.563010, 13.492592 | 10216600110001 | Ladda upp en bild av detta fornminne |
| Nedre Ullerud 11:2  | Stensättning     |              | Nedre Ullerud, Värmland |       | 59.562833, 13.492693 | 10216600110002 | Ladda upp en bild av detta fornminne |
| Nedre Ullerud 11:3  | Stensättning     |              | Nedre Ullerud, Värmland |       | 59.562706, 13.492135 | 10216600110003 | Ladda upp en bild av detta fornminne |
| Nedre Ullerud 11:4  | Stensättning     |              | Nedre Ullerud, Värmland |       | 59.562592, 13.492267 | 10216600110004 | Ladda upp en bild av detta fornminne |
| Nedre Ullerud 12:1  | Stensättning     |              | Nedre Ullerud, Värmland |       | 59.563379, 13.502317 | 10216600120001 | Ladda upp en bild av detta fornminne |
| Nedre Ullerud 13:1  | Röse             |              | Nedre Ullerud, Värmland |       | 59.567408, 13.500590 | 10216600130001 | Ladda upp en bild av detta fornminne |
| Nedre Ullerud 14:1  | Hög              |              | Nedre Ullerud, Värmland |       | 59.606370, 13.527711 | 10216600140001 | Ladda upp en bild av detta fornminne |
| Nedre Ullerud 14:2  | Hög              |              | Nedre Ullerud, Värmland |       | 59.606344, 13.526844 | 10216600140002 | Ladda upp en bild av detta fornminne |
| Nedre Ullerud 14:3  | Hög              |              | Nedre Ullerud, Värmland |       | 59.606664, 13.526619 | 10216600140003 | Ladda upp en bild av detta fornminne |
| Nedre Ullerud 15:1  | Begravningsplats |              | Nedre Ullerud, Värmland |       | 59.606201, 13.527470 | 10216600150001 | Ladda upp en bild av detta fornminne |
| Nedre Ullerud 17:1  | Gravfält         |              | Nedre Ullerud, Värmland |       | 59.623599, 13.512854 | 10216600170001 | Ladda upp en bild av detta fornminne |
| Nedre Ullerud 18:1  | Röse             |              | Nedre Ullerud, Värmland |       | 59.593953, 13.476714 | 10216600180001 | Ladda upp en bild av detta fornminne |
| Nedre Ullerud 19:1  | Röse             |              | Nedre Ullerud, Värmland |       | 59.597484, 13.463465 | 10216600190001 | Ladda upp en bild av detta fornminne |
| Nedre Ullerud 19:2  | Röse             |              | Nedre Ullerud, Värmland |       | 59.597704, 13.463664 | 10216600190002 | Ladda upp en bild av detta fornminne |
| Nedre Ullerud 20:1  | Röse             |              | Nedre Ullerud, Värmland |       | 59.598575, 13.465613 | 10216600200001 | Ladda upp en bild av detta fornminne |
| Nedre Ullerud 20:2  | Stensättning     |              | Nedre Ullerud, Värmland |       | 59.598418, 13.465274 | 10216600200002 | Ladda upp en bild av detta fornminne |
| Nedre Ullerud 21:1  | Röse             |              | Nedre Ullerud, Värmland |       | 59.594142, 13.462444 | 10216600210001 | Ladda upp en bild av detta fornminne |
| Nedre Ullerud 21:2  | Röse             |              | Nedre Ullerud, Värmland |       | 59.594000, 13.462822 | 10216600210002 | Ladda upp en bild av detta fornminne |
| Nedre Ullerud 21:3  | Stensättning     |              | Nedre Ullerud, Värmland |       | 59.594000, 13.462443 | 10216600210003 | Ladda upp en bild av detta fornminne |
| Nedre Ullerud 21:4  | Stensättning     |              | Nedre Ullerud, Värmland |       | 59.594264, 13.462443 | 10216600210004 | Ladda upp en bild av detta fornminne |
| Nedre Ullerud 22:1  | Gravfält         |              | Nedre Ullerud, Värmland |       | 59.592870, 13.461608 | 10216600220001 | Ladda upp en bild av detta fornminne |
| Nedre Ullerud 28:1  | Röse             |              | Nedre Ullerud, Värmland |       | 59.595182, 13.457095 | 10216600280001 | Ladda upp en bild av detta fornminne |
| Nedre Ullerud 29:1  | Röse             |              | Nedre Ullerud, Värmland |       | 59.594857, 13.455740 | 10216600290001 | Ladda upp en bild av detta fornminne |
| Nedre Ullerud 29:2  | Stensättning     |              | Nedre Ullerud, Värmland |       | 59.594677, 13.456342 | 10216600290002 | Ladda upp en bild av detta fornminne |
| Nedre Ullerud 30:1  | Stensättning     |              | Nedre Ullerud, Värmland |       | 59.583364, 13.468105 | 10216600300001 | Ladda upp en bild av detta fornminne |
| Nedre Ullerud 30:2  | Stensättning     |              | Nedre Ullerud, Värmland |       | 59.583247, 13.468113 | 10216600300002 | Ladda upp en bild av detta fornminne |
| Nedre Ullerud 30:3  | Stensättning     |              | Nedre Ullerud, Värmland |       | 59.583139, 13.468103 | 10216600300003 | Ladda upp en bild av detta fornminne |
| Nedre Ullerud 31:1  | Stensättning     |              | Nedre Ullerud, Värmland |       | 59.629452, 13.546966 | 10216600310001 | Ladda upp en bild av detta fornminne |
| Nedre Ullerud 31:2  | Stensättning     |              | Nedre Ullerud, Värmland |       | 59.629739, 13.546942 | 10216600310002 | Ladda upp en bild av detta fornminne |
| Nedre Ullerud 31:3  | Stensättning     |              | Nedre Ullerud, Värmland |       | 59.629852, 13.546638 | 10216600310003 | Ladda upp en bild av detta fornminne |
| Nedre Ullerud 33:1  | Röse             |              | Nedre Ullerud, Värmland |       | 59.645250, 13.501099 | 10216600330001 | Ladda upp en bild av detta fornminne |
| Nedre Ullerud 34:1  | Stensättning     |              | Nedre Ullerud, Värmland |       | 59.642773, 13.522752 | 10216600340001 | Ladda upp en bild av detta fornminne |
| Nedre Ullerud 37:1  | Hög              |              | Nedre Ullerud, Värmland |       | 59.624215, 13.513821 | 10216600370001 | Ladda upp en bild av detta fornminne |
| Nedre Ullerud 37:2  | Hög              |              | Nedre Ullerud, Värmland |       | 59.624315, 13.513862 | 10216600370002 | Ladda upp en bild av detta fornminne |
| Nedre Ullerud 38:1  | Stensättning     |              | Nedre Ullerud, Värmland |       | 59.584978, 13.459494 | 10216600380001 | Ladda upp en bild av detta fornminne |
| Nedre Ullerud 38:2  | Stensättning     |              | Nedre Ullerud, Värmland |       | 59.585047, 13.459330 | 10216600380002 | Ladda upp en bild av detta fornminne |
| Nedre Ullerud 43:1  | Röse             |              | Nedre Ullerud, Värmland |       | 59.614788, 13.591856 | 10216600430001 | Ladda upp en bild av detta fornminne |
| Nedre Ullerud 43:2  | Stensättning     |              | Nedre Ullerud, Värmland |       | 59.614791, 13.592051 | 10216600430002 | Ladda upp en bild av detta fornminne |
| Nedre Ullerud 43:3  | Röse             |              | Nedre Ullerud, Värmland |       | 59.614478, 13.592125 | 10216600430003 | Ladda upp en bild av detta fornminne |
| Nedre Ullerud 45:1  | Hög              |              | Nedre Ullerud, Värmland |       | 59.608667, 13.556813 | 10216600450001 | Ladda upp en bild av detta fornminne |
| Nedre Ullerud 45:2  | Stensättning     |              | Nedre Ullerud, Värmland |       | 59.608655, 13.557569 | 10216600450002 | Ladda upp en bild av detta fornminne |
| Nedre Ullerud 49:1  | Stensättning     |              | Nedre Ullerud, Värmland |       | 59.561866, 13.540110 | 10216600490001 | Ladda upp en bild av detta fornminne |
| Nedre Ullerud 54:1  | Stensättning     |              | Nedre Ullerud, Värmland |       | 59.603670, 13.400811 | 10216600540001 | Ladda upp en bild av detta fornminne |
| Nedre Ullerud 56:1  | Röse             |              | Nedre Ullerud, Värmland |       | 59.548889, 13.560314 | 10216600560001 | Ladda upp en bild av detta fornminne |
| Nedre Ullerud 56:2  | Röse             |              | Nedre Ullerud, Värmland |       | 59.548739, 13.560501 | 10216600560002 | Ladda upp en bild av detta fornminne |
| Nedre Ullerud 65:1  | Stensättning     |              | Nedre Ullerud, Värmland |       | 59.559226, 13.494940 | 10216600650001 | Ladda upp en bild av detta fornminne |
| Nedre Ullerud 164:1 | Hög              |              | Nedre Ullerud, Värmland |       | 59.606462, 13.528883 | 10216601640001 | Ladda upp en bild av detta fornminne |
| Nedre Ullerud 169:1 | Stensättning     |              | Nedre Ullerud, Värmland |       | 59.609007, 13.398347 | 10216601690001 | Ladda upp en bild av detta fornminne |
| Nedre Ullerud 169:2 | Stensättning     |              | Nedre Ullerud, Värmland |       | 59.608848, 13.398041 | 10216601690002 | Ladda upp en bild av detta fornminne |

## Övre Ullerud
| Namn                                     | Lämningstyp         | Tillkomsttid | Historisk indelning    | Plats | Läge                 | ID-nr          | Bild                                 |
| ---------------------------------------- | ------------------- | ------------ | ---------------------- | ----- | -------------------- | -------------- | ------------------------------------ |
| Övre Ullerud 1:1                         | Hög                 |              | Övre Ullerud, Värmland |       | 59.634153, 13.451784 | 10221300010001 | Ladda upp en bild av detta fornminne |
| Övre Ullerud 2:1                         | Hög                 |              | Övre Ullerud, Värmland |       | 59.628645, 13.454662 | 10221300020001 | Ladda upp en bild av detta fornminne |
| Övre Ullerud 2:2                         | Hög                 |              | Övre Ullerud, Värmland |       | 59.628609, 13.454428 | 10221300020002 | Ladda upp en bild av detta fornminne |
| Övre Ullerud 2:3                         | Hög                 |              | Övre Ullerud, Värmland |       | 59.628531, 13.454240 | 10221300020003 | Ladda upp en bild av detta fornminne |
| Övre Ullerud 4:1                         | Hög                 |              | Övre Ullerud, Värmland |       | 59.640278, 13.425351 | 10221300040001 | Ladda upp en bild av detta fornminne |
| Övre Ullerud 5:1                         | Gravfält            |              | Övre Ullerud, Värmland |       | 59.646260, 13.447144 | 10221300050001 | Ladda upp en bild av detta fornminne |
| Övre Ullerud 6:1                         | Hög                 |              | Övre Ullerud, Värmland |       | 59.643907, 13.456013 | 10221300060001 | Ladda upp en bild av detta fornminne |
| Övre Ullerud 6:2                         | Hög                 |              | Övre Ullerud, Värmland |       | 59.643853, 13.456208 | 10221300060002 | Ladda upp en bild av detta fornminne |
| Övre Ullerud 6:3                         | Hög                 |              | Övre Ullerud, Värmland |       | 59.643770, 13.456342 | 10221300060003 | Ladda upp en bild av detta fornminne |
| Övre Ullerud 7:1                         | Hög                 |              | Övre Ullerud, Värmland |       | 59.646678, 13.451335 | 10221300070001 | Ladda upp en bild av detta fornminne |
| Övre Ullerud 7:2                         | Hög                 |              | Övre Ullerud, Värmland |       | 59.646899, 13.451712 | 10221300070002 | Ladda upp en bild av detta fornminne |
| Övre Ullerud 8:1                         | Gravfält            |              | Övre Ullerud, Värmland |       | 59.648141, 13.446619 | 10221300080001 | Ladda upp en bild av detta fornminne |
| Övre Ullerud 9:1                         | Hög                 |              | Övre Ullerud, Värmland |       | 59.649084, 13.445773 | 10221300090001 | Ladda upp en bild av detta fornminne |
| Övre Ullerud 10:1                        | Hög                 |              | Övre Ullerud, Värmland |       | 59.675939, 13.450426 | 10221300100001 | Ladda upp en bild av detta fornminne |
| Övre Ullerud 10:2                        | Hög                 |              | Övre Ullerud, Värmland |       | 59.676052, 13.450602 | 10221300100002 | Ladda upp en bild av detta fornminne |
| Övre Ullerud 10:3                        | Hög                 |              | Övre Ullerud, Värmland |       | 59.676130, 13.450823 | 10221300100003 | Ladda upp en bild av detta fornminne |
| Övre Ullerud 10:4                        | Hög                 |              | Övre Ullerud, Värmland |       | 59.676201, 13.450768 | 10221300100004 | Ladda upp en bild av detta fornminne |
| Övre Ullerud 11:1                        | Hög                 |              | Övre Ullerud, Värmland |       | 59.675768, 13.452574 | 10221300110001 | Ladda upp en bild av detta fornminne |
| Övre Ullerud 12:1                        | Gravfält            |              | Övre Ullerud, Värmland |       | 59.662445, 13.445760 | 10221300120001 | Ladda upp en bild av detta fornminne |
| Övre Ullerud 17:1                        | Stensättning        |              | Övre Ullerud, Värmland |       | 59.661625, 13.478739 | 10221300170001 | Ladda upp en bild av detta fornminne |
| Övre Ullerud 18:1                        | Gravfält            |              | Övre Ullerud, Värmland |       | 59.655253, 13.477577 | 10221300180001 | Ladda upp en bild av detta fornminne |
| Övre Ullerud 24:1                        | Röse                |              | Övre Ullerud, Värmland |       | 59.666891, 13.436271 | 10221300240001 | Ladda upp en bild av detta fornminne |
| Övre Ullerud 24:2                        | Röse                |              | Övre Ullerud, Värmland |       | 59.666772, 13.436139 | 10221300240002 | Ladda upp en bild av detta fornminne |
| Övre Ullerud 24:3                        | Röse                |              | Övre Ullerud, Värmland |       | 59.666658, 13.435924 | 10221300240003 | Ladda upp en bild av detta fornminne |
| Övre Ullerud 25:1                        | Gravfält            |              | Övre Ullerud, Värmland |       | 59.679175, 13.428927 | 10221300250001 | Ladda upp en bild av detta fornminne |
| Övre Ullerud 26:1                        | Röse                |              | Övre Ullerud, Värmland |       | 59.694909, 13.442039 | 10221300260001 | Ladda upp en bild av detta fornminne |
| Övre Ullerud 28:1                        | Gravfält            |              | Övre Ullerud, Värmland |       | 59.680583, 13.489199 | 10221300280001 | Ladda upp en bild av detta fornminne |
| Övre Ullerud 30:1                        | Gravfält            |              | Övre Ullerud, Värmland |       | 59.696947, 13.482983 | 10221300300001 | Ladda upp en bild av detta fornminne |
| Övre Ullerud 31:1                        | Hög                 |              | Övre Ullerud, Värmland |       | 59.651502, 13.382821 | 10221300310001 | Ladda upp en bild av detta fornminne |
| Övre Ullerud 31:2                        | Hög                 |              | Övre Ullerud, Värmland |       | 59.651597, 13.383030 | 10221300310002 | Ladda upp en bild av detta fornminne |
| Övre Ullerud 32:1                        | Gravfält            |              | Övre Ullerud, Värmland |       | 59.652030, 13.384244 | 10221300320001 | Ladda upp en bild av detta fornminne |
| Övre Ullerud 32:2                        | Hög                 |              | Övre Ullerud, Värmland |       | 59.652157, 13.385249 | 10221300320002 | Ladda upp en bild av detta fornminne |
| Övre Ullerud 32:3                        | Hög                 |              | Övre Ullerud, Värmland |       | 59.652228, 13.385492 | 10221300320003 | Ladda upp en bild av detta fornminne |
| Övre Ullerud 33:1                        | Gravfält            |              | Övre Ullerud, Värmland |       | 59.654860, 13.384370 | 10221300330001 | Ladda upp en bild av detta fornminne |
| Trollraderna (Övre Ullerud 38:1)         | Röse                |              | Övre Ullerud, Värmland |       | 59.658663, 13.599433 | 10221300380001 | Ladda upp en bild av detta fornminne |
| Trollraderna (Övre Ullerud 39:1)         | Röse                |              | Övre Ullerud, Värmland |       | 59.659835, 13.598114 | 10221300390001 | Ladda upp en bild av detta fornminne |
| Trollraderna (Övre Ullerud 40:1)         | Röse                |              | Övre Ullerud, Värmland |       | 59.660640, 13.597386 | 10221300400001 | Ladda upp en bild av detta fornminne |
| Övre Ullerud 41:1                        | Röse                |              | Övre Ullerud, Värmland |       | 59.667645, 13.596393 | 10221300410001 | Ladda upp en bild av detta fornminne |
| Övre Ullerud 41:2                        | Stensättning        |              | Övre Ullerud, Värmland |       | 59.667536, 13.596276 | 10221300410002 | Ladda upp en bild av detta fornminne |
| Övre Ullerud 42:1                        | Röse                |              | Övre Ullerud, Värmland |       | 59.672266, 13.596159 | 10221300420001 | Ladda upp en bild av detta fornminne |
| Övre Ullerud 45:1                        | Gravfält            |              | Övre Ullerud, Värmland |       | 59.687590, 13.492873 | 10221300450001 | Ladda upp en bild av detta fornminne |
| Övre Ullerud 46:1                        | Hög                 |              | Övre Ullerud, Värmland |       | 59.686384, 13.461963 | 10221300460001 | Ladda upp en bild av detta fornminne |
| Övre Ullerud 46:2                        | Hög                 |              | Övre Ullerud, Värmland |       | 59.686549, 13.461207 | 10221300460002 | Ladda upp en bild av detta fornminne |
| Övre Ullerud 47:1                        | Stensättning        |              | Övre Ullerud, Värmland |       | 59.702112, 13.467727 | 10221300470001 | Ladda upp en bild av detta fornminne |
| Övre Ullerud 49:1                        | Hög                 |              | Övre Ullerud, Värmland |       | 59.696715, 13.484447 | 10221300490001 | Ladda upp en bild av detta fornminne |
| Övre Ullerud 49:2                        | Hög                 |              | Övre Ullerud, Värmland |       | 59.696751, 13.484700 | 10221300490002 | Ladda upp en bild av detta fornminne |
| Övre Ullerud 49:3                        | Hög                 |              | Övre Ullerud, Värmland |       | 59.696478, 13.484285 | 10221300490003 | Ladda upp en bild av detta fornminne |
| Övre Ullerud 49:4                        | Hög                 |              | Övre Ullerud, Värmland |       | 59.696377, 13.484094 | 10221300490004 | Ladda upp en bild av detta fornminne |
| Övre Ullerud 50:1                        | Röse                |              | Övre Ullerud, Värmland |       | 59.680972, 13.426487 | 10221300500001 | Ladda upp en bild av detta fornminne |
| Övre Ullerud 51:1                        | Röse                |              | Övre Ullerud, Värmland |       | 59.704167, 13.436034 | 10221300510001 | Ladda upp en bild av detta fornminne |
| Övre Ullerud 51:2                        | Stensättning        |              | Övre Ullerud, Värmland |       | 59.704078, 13.436098 | 10221300510002 | Ladda upp en bild av detta fornminne |
| Övre Ullerud 51:3                        | Stensättning        |              | Övre Ullerud, Värmland |       | 59.703987, 13.435928 | 10221300510003 | Ladda upp en bild av detta fornminne |
| Övre Ullerud 51:4                        | Stensättning        |              | Övre Ullerud, Värmland |       | 59.703874, 13.435944 | 10221300510004 | Ladda upp en bild av detta fornminne |
| Övre Ullerud 52:1                        | Hög                 |              | Övre Ullerud, Värmland |       | 59.688036, 13.492102 | 10221300520001 | Ladda upp en bild av detta fornminne |
| Övre Ullerud 52:2                        | Hög                 |              | Övre Ullerud, Värmland |       | 59.688178, 13.491998 | 10221300520002 | Ladda upp en bild av detta fornminne |
| Övre Ullerud 53:1                        | Hög                 |              | Övre Ullerud, Värmland |       | 59.655456, 13.490309 | 10221300530001 | Ladda upp en bild av detta fornminne |
| Övre Ullerud 54:1                        | Hög                 |              | Övre Ullerud, Värmland |       | 59.687771, 13.491029 | 10221300540001 | Ladda upp en bild av detta fornminne |
| Övre Ullerud 55:1                        | Hög                 |              | Övre Ullerud, Värmland |       | 59.655425, 13.383994 | 10221300550001 | Ladda upp en bild av detta fornminne |
| Övre Ullerud 56:1                        | Stensättning        |              | Övre Ullerud, Värmland |       | 59.689379, 13.384730 | 10221300560001 | Ladda upp en bild av detta fornminne |
| Övre Ullerud 57:1                        | Stensättning        |              | Övre Ullerud, Värmland |       | 59.688030, 13.384586 | 10221300570001 | Ladda upp en bild av detta fornminne |
| Övre Ullerud 58:1                        | Stensättning        |              | Övre Ullerud, Värmland |       | 59.714885, 13.440404 | 10221300580001 | Ladda upp en bild av detta fornminne |
| Övre Ullerud 58:2                        | Stensättning        |              | Övre Ullerud, Värmland |       | 59.714873, 13.440621 | 10221300580002 | Ladda upp en bild av detta fornminne |
| Övre Ullerud 59:1                        | Hög                 |              | Övre Ullerud, Värmland |       | 59.714278, 13.441023 | 10221300590001 | Ladda upp en bild av detta fornminne |
| Övre Ullerud 59:2                        | Hög                 |              | Övre Ullerud, Värmland |       | 59.714201, 13.441119 | 10221300590002 | Ladda upp en bild av detta fornminne |
| Övre Ullerud 59:3                        | Hög                 |              | Övre Ullerud, Värmland |       | 59.714363, 13.441187 | 10221300590003 | Ladda upp en bild av detta fornminne |
| Övre Ullerud 59:4                        | Stensättning        |              | Övre Ullerud, Värmland |       | 59.714234, 13.441283 | 10221300590004 | Ladda upp en bild av detta fornminne |
| Övre Ullerud 60:1                        | Hög                 |              | Övre Ullerud, Värmland |       | 59.712891, 13.442092 | 10221300600001 | Ladda upp en bild av detta fornminne |
| Övre Ullerud 60:2                        | Hög                 |              | Övre Ullerud, Värmland |       | 59.712846, 13.441868 | 10221300600002 | Ladda upp en bild av detta fornminne |
| Övre Ullerud 60:3                        | Hög                 |              | Övre Ullerud, Värmland |       | 59.712978, 13.441875 | 10221300600003 | Ladda upp en bild av detta fornminne |
| Övre Ullerud 61:1                        | Stensättning        |              | Övre Ullerud, Värmland |       | 59.722602, 13.431497 | 10221300610001 | Ladda upp en bild av detta fornminne |
| Övre Ullerud 63:1                        | Hög                 |              | Övre Ullerud, Värmland |       | 59.741750, 13.454581 | 10221300630001 | Ladda upp en bild av detta fornminne |
| Övre Ullerud 64:1                        | Hög                 |              | Övre Ullerud, Värmland |       | 59.723005, 13.480333 | 10221300640001 | Ladda upp en bild av detta fornminne |
| Övre Ullerud 65:1                        | Gravfält            |              | Övre Ullerud, Värmland |       | 59.722204, 13.480494 | 10221300650001 | Ladda upp en bild av detta fornminne |
| Övre Ullerud 156:1                       | Hög                 |              | Övre Ullerud, Värmland |       | 59.739631, 13.445957 | 10221301560001 | Ladda upp en bild av detta fornminne |
| Övre Ullerud 161:1                       | Lägenhetsbebyggelse |              | Övre Ullerud, Värmland |       | 59.746387, 13.441639 | 10221301610001 | Ladda upp en bild av detta fornminne |
| Södra Ävja torp (Övre Ullerud 163:1)     | Lägenhetsbebyggelse |              | Övre Ullerud, Värmland |       | 59.740911, 13.449434 | 10221301630001 | Ladda upp en bild av detta fornminne |
| Lallaretorp (Övre Ullerud 226:1)         | Lägenhetsbebyggelse |              | Övre Ullerud, Värmland |       | 59.713853, 13.418167 | 10221302260001 | Ladda upp en bild av detta fornminne |
| Södra Olsätterstorp (Övre Ullerud 260:1) | Lägenhetsbebyggelse |              | Övre Ullerud, Värmland |       | 59.735972, 13.491519 | 10221302600001 | Ladda upp en bild av detta fornminne |
| Övre Ullerud 281:1                       | Gravfält            |              | Övre Ullerud, Värmland |       | 59.646902, 13.468927 | 10221302810001 | Ladda upp en bild av detta fornminne |
| Övre Ullerud 283:1                       | Hög                 |              | Övre Ullerud, Värmland |       | 59.654423, 13.477896 | 10221302830001 | Ladda upp en bild av detta fornminne |
| Övre Ullerud 283:2                       | Hög                 |              | Övre Ullerud, Värmland |       | 59.654330, 13.477991 | 10221302830002 | Ladda upp en bild av detta fornminne |
| Övre Ullerud 283:4                       | Stensättning        |              | Övre Ullerud, Värmland |       | 59.653447, 13.479376 | 10221302830004 | Ladda upp en bild av detta fornminne |
| Övre Ullerud 283:5                       | Stensättning        |              | Övre Ullerud, Värmland |       | 59.653481, 13.479073 | 10221302830005 | Ladda upp en bild av detta fornminne |
| Övre Ullerud 283:6                       | Stensättning        |              | Övre Ullerud, Värmland |       | 59.653351, 13.479205 | 10221302830006 | Ladda upp en bild av detta fornminne |
| Övre Ullerud 284:2                       | Stensättning        |              | Övre Ullerud, Värmland |       | 59.659927, 13.482426 | 10221302840002 | Ladda upp en bild av detta fornminne |
| Övre Ullerud 304:1                       | Stensättning        |              | Övre Ullerud, Värmland |       | 59.658406, 13.379295 | 10221303040001 | Ladda upp en bild av detta fornminne |
| Övre Ullerud 304:2                       | Stensättning        |              | Övre Ullerud, Värmland |       | 59.658296, 13.379439 | 10221303040002 | Ladda upp en bild av detta fornminne |
| Övre Ullerud 311                         | Röse                |              | Övre Ullerud, Värmland |       | 59.675769, 13.379782 | 12000000010372 | Ladda upp en bild av detta fornminne |